# ホプキンス・アンド・ブラザー・ストア
ホプキンス・アンド・ブラザー・ストア (Hopkins and Brother Store) は、 バージニア州アコマック郡オナンコックのウォーターフロントにある歴史的な商店の建物。単純な架構式構造で、2階建てのブロックと、それより少し低い2階建てのそでと差し掛け小屋から成っている。この建物には、角に付柱があり、腕木付きのコーニスが施され、屋根裏に当たる部分にゴシック建築風の窓が設けられている。ホプキンス・アンド・ブラザーは、1842年にキャプテン・スティーヴン・ホプキンス (Captain Stephen Hopkins) によってスティーヴン・ホプキンス・アンド・サン (Stephen Hopkins and Son) として設立され、後にホプキンス・アンド・ブラザーと改名された。この事業は、1965年に廃業するまで、一貫してホプキンス家が家族経営にあたった。この事業は、東海岸における商業や海上交易における拠点のひとつとであったが、1838年から1964年までの詳細な店舗業務の記録が残っており、寄贈を受けたバージニア歴史協会の所蔵となっている。
建物は、ホプキンス家からバージニア好古保全協会（Association for the Preservation of Virginia Antiquities：後のPreservation Virginia）に寄贈され、曳家によって移動した上で、保全され、後には、バージニア東海岸歴史協会 (the Eastern Shore of Virginia Historical Society) の所有となった。保存建築とされて以降も、レストランとして使用されている。
この建物は、1969年5月13日にバージニア・ランドマーク登録がなされ、同年11月12日にはアメリカ合衆国国家歴史登録財に加えられた。この建物は、オナンコック歴史地区内に位置している。